# グスタボ・ムヌア
グスタボ・アドルフォ・ムヌア・ベラ（Gustavo Adolfo Munúa Vera, 1978年1月27日）は、ウルグアイ・モンテビデオ出身の元同国代表サッカー選手、現サッカー指導者。現役時代のポジションはGK。

## クラブ経歴
2003年に6年契約でスペインのデポルティーボ・ラ・コルーニャに移籍したが、クラブには元スペイン代表のフランシスコ・モリーナという絶対的な守護神がおり、さらに控えにも元カメルーン代表のジャック・ソンゴォがいたためポジション争いどころかベンチ入りすらままなかった。2004年にソンゴォが引退、さらに2006年にはモリーナがレバンテUDに移籍したが、ラシン・サンタンデールより加入したドゥドゥ・アワットが正GKとなった。その後はアワットからポジションを奪取したが、2008年1月11日にアワットによって侮辱的な発言をされたことに対して殴打。結果的に双方ともクラブから出場停止処分を言い渡され、アワットは年末にRCDマヨルカに移籍した。2008-09シーズン、アスレティック・ビルバオからダニエル・アランスビアが移籍してきたため、再び控えに回った（アワットはレギュラーとして活躍）。
2009年6月28日、デポルティーボとの契約が満了したため1年契約でマラガCFへ移籍した。2009-10シーズン開幕戦のアトレティコ・マドリード戦でデビューし、3-0で快勝した。このシーズンは初めてレギュラーとしてプレーし、リーグ戦全38試合に出場した。
2010年8月6日にレバンテUDに移籍。UEFAヨーロッパリーグ出場権獲得などに貢献した。
2013年6月18日、契約満了により10年間プレーしたリーガを離れイタリアのACFフィオレンティーナに移籍。EL2試合でゴールマウスを守ったが、リーグ戦の出場機会は訪れなかった。
2014-15シーズンは古巣であるナシオナル・モンテビデオでプレーし、リーグ優勝を見届け現役を引退した。

## 代表経歴
1997年、FIFAワールドユース選手権で準優勝した。1998年5月24日、20歳のときにウルグアイ代表デビューした。チリとの親善試合だった。2001年にコパ・アメリカ、2002年に日韓W杯に出場した。

## 指導者経歴
現役引退の翌シーズンより、ナシオナル・モンテビデオの監督に就任した。2015-16シーズン終盤に勝ち点を落とし優勝を逃したことで、辞任することを発表した。
2017年シーズンよりLDUキトに招聘されたが、開幕以降クラブワーストの成績で降格圏に沈み7月4日に解任された。
2017年11月7日に古巣デポルティーボ・ラ・コルーニャとシーズン終了まで契約し、Bチームを指揮した。
2018年7月10日、FCカルタヘナと1年契約を締結した。
2019年12月22日、再びナシオナル・モンテビデオの監督に就任した。
2021年10月、ウニオン・デ・サンタフェの監督に就任した。

## 代表歴

### 出場大会
- ウルグアイ代表
  - 2002 FIFAワールドカップ

### 試合数
- 国際Aマッチ 21試合 0得点（1998年-2004年）[9]

| ウルグアイ代表 | 国際Aマッチ | 国際Aマッチ |
| 年             | 出場        | 得点        |
| -------------- | ----------- | ----------- |
| 1998           | 1           | 0           |
| 1999           | 0           | 0           |
| 2000           | 0           | 0           |
| 2001           | 5           | 0           |
| 2002           | 3           | 0           |
| 2003           | 8           | 0           |
| 2004           | 4           | 0           |
| 通算           | 21          | 0           |

## タイトル
ナシオナル
- プリメーラ・ディビシオン 1998, 2000, 2001, 2002, 2014-15

デポルティーボ
- UEFAインタートトカップ : 2008